# Der Mann, der auf die Erde fiel
Der Mann, der auf die Erde fiel (Originaltitel: The Man Who Fell to Earth) ist ein US-amerikanischer Science-Fiction-Film von Robert „Bobby“ Roth aus dem Jahr 1987 mit Lewis Smith in der Hauptrolle.
Der 1986 entstandene ABC-Fernsehfilm ist eine mit Spezialeffekten von Charles E. Dolan und den Durman Studios ausgestattete Neuverfilmung des Klassikers Der Mann, der vom Himmel fiel von Nicolas Roeg aus dem Jahr 1976 mit David Bowie in der Hauptrolle. Er wurde als Pilotfilm einer nie realisierten Fernsehserie produziert. In Deutschland wurde er ab 1987 ausschließlich als Video vertrieben.

## Handlung
Nach einem Meteoritenhagel droht alles Leben auf dem Planeten Anterus abzusterben. Einer der Bewohner macht sich deshalb mit zwei anderen auf die Suche nach neuem Lebensraum. Sie entdecken dabei die Erde. Allerdings stürzt das von Anterus-Bewohnern dorthin gesteuerte Raumschiff ab und zwei der drei Insassen sterben bei diesem Absturz, bei dem das Raumschiff zerschellt. Der Überlebende muss sich unter den Menschen verstecken. Er beschließt daraufhin alles zu tun, um nach Anterus zurückzukehren.
Für diesen Zweck tarnt er sich und lebt unter den Menschen unter dem Namen John Dory. Er nimmt Kontakt mit einem Unternehmer auf und gründet mit seiner Hilfe die Firma World Enterprises. Er verpflichtet sich gegenüber dem Großindustriellen mit Hilfe seiner „Erfindungen“ dafür zu sorgen, dass das Unternehmen sehr erfolgreich sein soll. Als Gegenleistung soll der Unternehmer mit Hilfe eines Teils der Gewinne John ermöglichen ein großes Raumschiff zu bauen, das ihn befähigt, zu seinem Heimatplaneten zurückzukehren und sein friedlich lebendes Volk auf die Erde umzusiedeln.
Mit der Zeit wird das Unternehmen, wie geplant, erfolgreich und John Dory bekommt dadurch die Mittel, die er für den Bau des Raumschiffes braucht. Er beginnt daher mit dem Bau des Schiffes. Allerdings hat die Regierung angefangen ihn entsprechend zu verdächtigen und beginnt ihn deshalb zu überwachen, weswegen er vorsichtig handeln muss. Zusätzlich will er aufgrund seiner langen Einsamkeit auf dem Planeten Bekanntschaften schließen, was unter diesen Umständen gefährlich ist.

## Kritiken
„Auf der Suche nach neuem Lebensraum für die Seinen landet ein Außerirdischer auf der Erde. Da eine Menge finsterer Gesellen an seinen übernatürlichen Fähigkeiten interessiert sind, muß er viele Gefahren überstehen, bevor er seine Aufgabe erfüllen kann. Science-Fiction-Film.“

„SF-Action mit billigen Effekten wie aus den 50er Jahren, als die Bilder noch schwarzweiß, die Zukunft aber farbig gezeichnet war.“